# José María Guelbenzu
Pour les articles homonymes, voir Guelbenzu.
José María Guelbenzu, né le 14 avril 1944 à Madrid où il meurt le 18 juillet 2025, est un écrivain, éditeur, critique littéraire et enseignant espagnol.

## Biographie
José Maria Guelbenzu naquit le 14 avril 1944 à Madrid dans une famille bourgeoise. Après avoir étudié dans un collège de Jésuites et suivi des études de droit de 1962 à 1964 à Madrid, il intégra les rangs de la Démocratie chrétienne opposée au Franquisme et se consacra ensuite à la littérature. Il était à la fois auteur, critique et éditeur. De 1965 à 1969, il participa à plusieurs revues en particulier Cuadernos para el Diálogo (une revue fondamentale qui se référait à la pensée progressiste espagnole de l’époque), d’abord en tant que coordinateur, puis comme chef de production. Son premier recueil de poésie Espectros, la casa antigua fut publié en 1969.
De 1970 à 1978, il fut successivement directeur des relations publiques et directeur commercial aux éditions Taurus. En 1982, il devient directeur des éditions Alfaguara et dirigea parallèlement ces deux éditions jusqu’en 1988. Depuis 1986, il fut critique à la revue Revista de libros. À partir de 1988, il ne se consacra plus qu’à sa tâche d’écrivain, et collabore au supplément culturel Babiela de El País et depuis l’année 2000, il intervient dans la revue Leer en tant que lecteur critique de romans. Au cours des années 1990, il fut également Président du conseil d’administration et Directeur d’études de l’École des Lettres de Madrid où il enseigna au même titre que Juan José Millás.
Considérées comme rénovatrices de la littérature contemporaine depuis la fin des années 1960 par la critique espagnole, ses œuvres, dont l’écriture à la fois symbolique et hermétique bouleverse les habitudes du lecteur, restent assez méconnues du grand public.

## Prix
- Prix Torrente Ballester 2010 pour El hermano pequeño.